# Viitasaari
Viitasaari là một đô thị của Phần Lan.
Vị trí ở tỉnh Tây Phần Lan trong vùng Trung Phần Lan. Đô thị này có dân số 7.462 người (2005) và diện tích 1.588,75 km² trong đó có 339,32 km² là diện tích mặt nước. Mật độ dân số là 6.1 người trên mỗi km².
Dân đô thị này chỉ sử dụng tiếng Phần Lan